# Sing-Sharp
Sing# ist eine Programmiersprache, die sich vom C#-Derivat Spec# ableitet.

## Bedeutung
Die Programmiersprache wurde von Microsoft Research mit dem Forschungsprojekt Singularity entwickelt.
In Sing# geschriebene Anwendungen greifen dabei nicht, wie beispielsweise C#-Applikationen, auf Microsofts CLR (Common Language Runtime) oder aus anderen Sprachen bekannte Virtuelle Maschinen zu.
Microsoft Research setzt stattdessen auf einen von ihnen entwickelten Compiler mit Laufzeitumgebung mit dem Namen Bartok.